# Stalin – den röde tsaren och hans hov
Stalin – den röde tsaren och hans hov är en omfattande biografi över Josef Stalin skriven av den brittiske journalisten Simon Sebag Montefiore. Engelsk originaltitel är Stalin. The Court of the Red Tsar (2003). Svensk översättning gjordes av Olov Hyllienmark, med översättning av noter av Göran Andolf (2004).

## Innehåll
Boken bygger på ingående studier av det arkivmaterial som blev åtkomligt efter Sovjetunionens upplösning, och på den rikliga litteratur om utvecklingen i Ryssland och Sovjetunionen från ryska revolutionen till Stalins död 1953. Boken presenterar ett rikt galleri av personligheter i statsledningen, deras uppgång och fall, utrensningar, öknamn samt varierande intriger och maktkamper. Uppkomsten av storskalig förföljelse, skenrättegångar, tortyr och terror mot befolkningen får en central plats i boken. Ingående beskrivs den därpå följande massiva personkulten kring Stalin, liksom spelet kring den "politiskt osannolika" Molotov-Ribbentrop-pakten.

## Utgivningsfakta

### Originalutgåva
- Sebag Montefiore, Simon: Stalin : The Court of the Red Tsar. Weidenfeld & Nicolson (2003). 488 sidor. ISBN 978-0297607694.[1]

### Svensk översättning
- Sebag Montefiore, Simon: Stalin : den röde tsarens hov. Stockholm, Prisma 2004. 767 sidor. ISBN 91-518-4280-7 (inb). Översättning: Olov Hyllienmark.[2]